# The Predator (Ice Cube)
The Predator è il terzo album in studio del rapper statunitense Ice Cube, pubblicato il 17 novembre 1992 dalla Priority Records.

## Tracce
Testi e musiche di Ice Cube, eccetto dove indicato.
1. The First Day of School (Intro) – 1:20
2. When Will They Shoot? – 4:36
3. I'm Scared (Insert) – 1:32
4. Wicked – 3:55 (Ice Cube, Don Jaguar)
5. Now I Gotta Wet 'Cha – 4:03
6. The Predator – 4:03
7. It Was a Good Day – 4:19
8. We Had to Tear This Mothafucka Up – 4:23
9. Fuck 'Em (Insert) – 2:02
10. Dirty Mack – 4:34
11. Don't Trust 'Em – 4:06
12. Gangsta's Fairytale 2 – 3:19
13. Check Yo Self (featuring Das EFX) – 3:42
14. Who Got the Camera? – 4:37
15. Integration (Insert) – 2:32
16. Say Hi to the Bad Guy – 3:19

Tracce bonus
1. Check Yo Self ('The Message' Remix) – 3:54
2. It Was a Good Day (Remix) – 4:28
3. 24 wit an L – 3:25
4. U Ain't Gonna Take My Life – 4:07

## Formazione
Musicisti
- Ice Cube – voce
- Das EFX – cori (traccia 13)
- Bob Morse – basso (traccia 14)
- Max – cori (traccia 16)

Produzione
- Ice Cube – produzione (tracce 1, 2, 3, 4, 11, 12, 13 e 15), produzione esecutiva
- D.J. Pooh – produzione (tracce 2, 6, 7 e 11)
- Bobcat – produzione (traccia 2)
- Torcha Camba – produzione (traccia 4)
- D.J. Muggs – produzione (tracce 5, 8 e 13)
- Sir Jinx – produzione (tracce 9, 14 e 16)
- Mr. Woody – produzione (traccia 10)
- Rashad – produzione (traccia 11)
- Pockets – produzione (traccia 12)
- Big Bass Brian – mastering